# Чохол
Чохол (кофр) — покришка з м'якого, або іншого матеріалу, що зроблена за формою предмета і захищає його від зовнішніх впливів (вологи, пилу, ударів і т. ін.). Також чохлом називають рід нижнього одягу, який вдягають, наприклад, під сукню, кофту.
Піхви також є різновидом чохла.